# Buthraupis eximia
Buthraupis eximia là một loài chim trong họ Thraupidae.